# 缪寿良
缪寿良（1955年12月—），汉族，中华人民共和国企业家、政治人物，第十届、第十一届全国政协委员。
担任深圳富源集团董事长。2008年，当选第十一届全国政协委员，代表特别邀请人士，分入第五十八组。